# Rhaponticoides alpina
Il fiordaliso maggiore  (nome scientifico Rhaponticoides alpina (L.) M.V. Agab. & Greuter, 2003)  è una pianta erbacea, angiosperma dicotiledone, perenne appartenente alla famiglia delle Asteraceae.

## Etimologia
Il nome del genere di questo fiore è formato da due parole: dal nome del genere botanico Rhaponticum e dalla parola greca ”eidos” (= simile a, somigliante a), quindi è una pianta che più o meno è simile a quelle del genere Raphonticum; mentre L'epiteto specifico (alpina) fa riferimento all'areale tipico di questi fiori.

Il binomio scientifico attualmente accettato ( Rhaponticoides alpina ) è stato proposto prima da Carl von Linné (1707 – 1778) biologo e scrittore svedese, considerato il padre della moderna classificazione scientifica degli organismi viventi e poi perfezionato dal botanico Mariam V. Agababjan (1964 - ) e dal botanico svizzero Werner Rodolfo Greuter (1938 -) nella pubblicazione ”Willdenowia. Mitteilungen aus dem Botanischen Garten und Museum Berlin-Dahlem. Berlino-Dahlem – 33(1): 60” del 2003.

## Descrizione

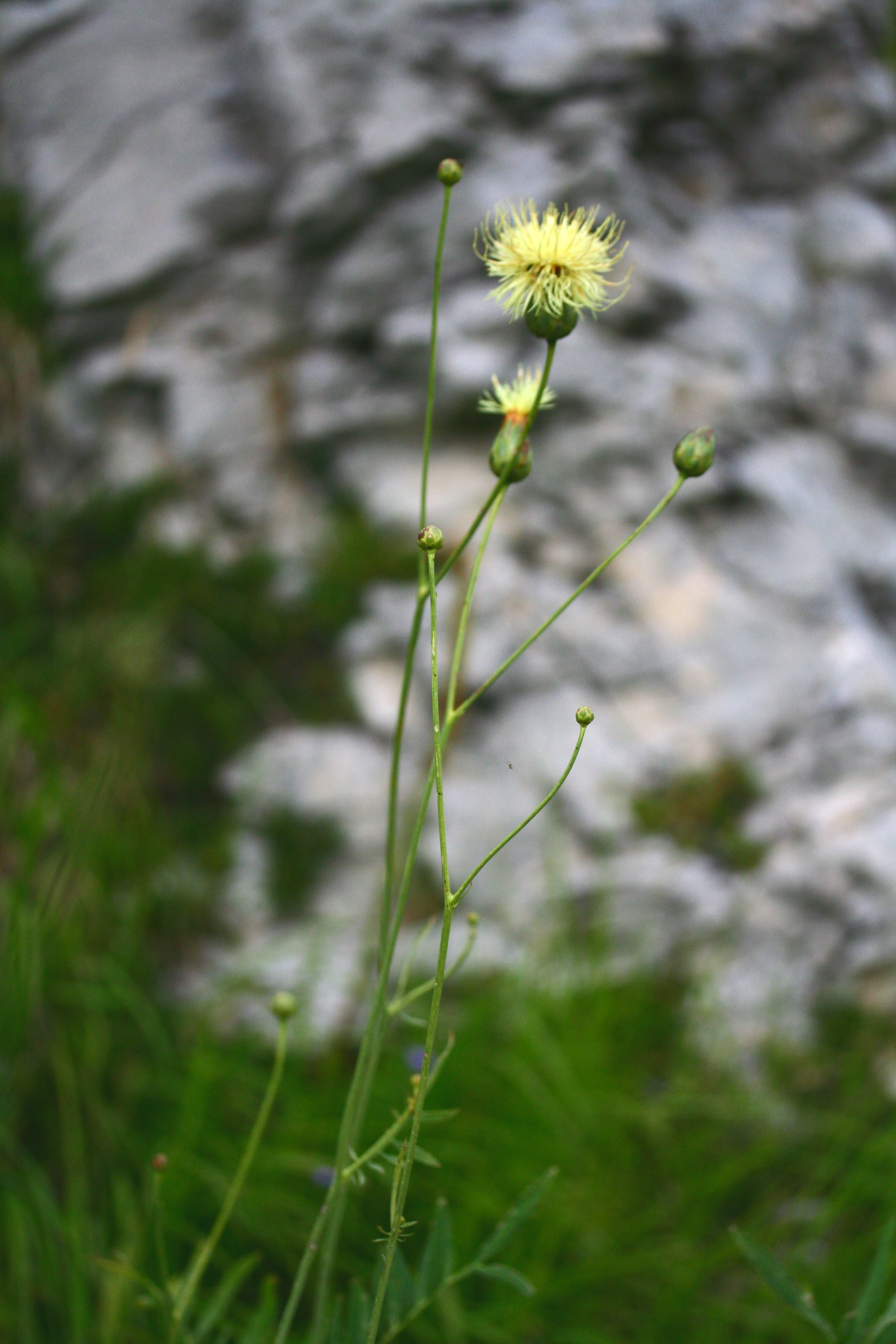
Il portamento
Località: "Giardino Botanico delle Alpi Orientali", Monte Faverghera (BL), 1500 m s.l.m. – 13/08/2007

L'altezza di queste piante varia da 6 a 9 dm. La forma biologica è emicriptofita scaposa ("H scap"), ossia sono piante perenni, con gemme svernanti al livello del suolo e protette dalla lettiera o dalla neve, dotate di un asse fiorale eretto e spesso privo di (o con poche) foglie. Tutta la pianta è glabra.

### Radici
Le radici sono secondarie da rizoma.

### Fusto
La parte aerea del fusto è eretta e glabra; un poco ramosa verso l'alto. La sezione si presenta debolmente angolosa.

### Foglie
Le foglie inferiori sono formate da diversi segmenti (da 20 a 50) lanceolato-lineari (la lamina è divisa fino al rachide); il bordo dei segmenti può essere seghettato o dentellato, oppure tri-forcato o in generale pennatosetto. I dentelli hanno un apice cartilagineo uncinato. Le foglie superiori sono strettamente lanceolate. Lunghezza delle foglie inferiori: 12 – 30 cm. Dimensione dei segmenti: larghezza 7 – 9 mm; lunghezza 50 – 80 mm.

### Infiorescenza

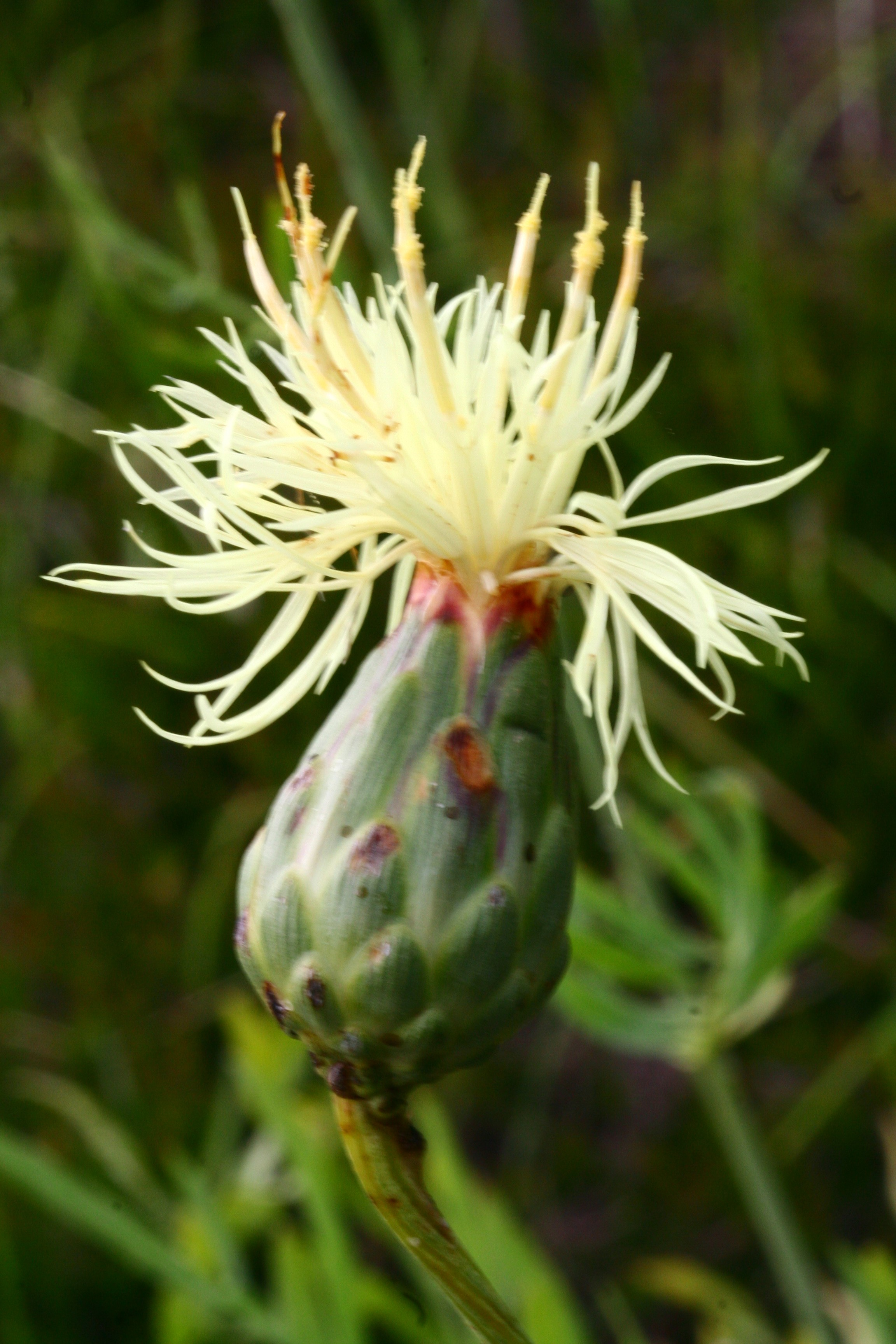
L’involucro
Località: "Giardino Botanico delle Alpi Orientali", Monte Faverghera (BL), 1500 m s.l.m. – 13/08/2007

Le infiorescenze sono composte da capolini lungamente peduncolati. I capolini sono formati da un involucro composto da diverse squame disposte in modo embricato al cui interno un ricettacolo fa da base ai fiori. La forma dell'involucro è campanulata (alla base è piriforme). Le squame hanno una consistenza erbacea con margini di 0,1 – 0,2 mm strettamente membranosi (le squame non sono provviste di appendice, di ciglia o di spine). Diametro dell'involucro: 20 – 25 mm. Diametro dell'infiorescenza: 30 – 50 mm.

### Fiore

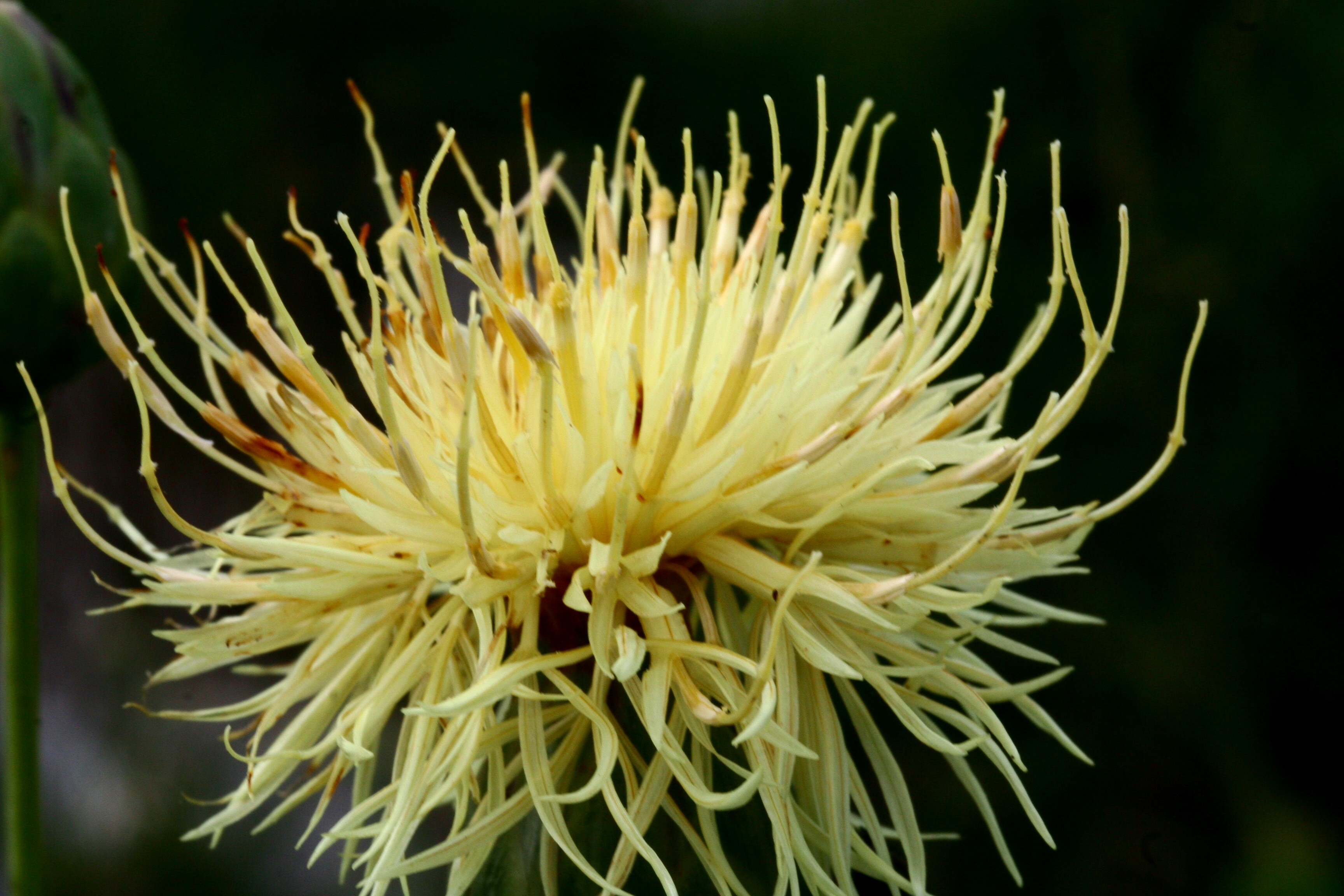
I fiori tubulosi
Località: "Giardino Botanico delle Alpi Orientali", Monte Faverghera (BL), 1500 m s.l.m. – 13/08/2007

I fiori sono tutti del tipo tubuloso (il tipo ligulato, i fiori del raggio, presente nella maggioranza delle Asteraceae,  qui è assente), sono ermafroditi (in particolare quelli centrali), tetra-ciclici (sono presenti 4 verticilli: calice – corolla – androceo – gineceo) e pentameri (ogni verticillo ha 5 elementi).
- Formula fiorale:

- /x K {\displaystyle \infty }, [C (5), A (5)], G 2 (infero), achenio

- Calice: i sepali del Calice sono ridotti ad una coroncina di squame.
- Corolla: la corolla è tubulosa con apice a 5 lobi esili. Quelli centrali sono zigomorfi e sono ermafroditi, quelli periferici sono attinomorfi, sterili, più grandi e disposti in modo patente per rendere più appariscente tutta l'infiorescenza.[13]. Il colore della corolla è giallo-pallido. Lunghezza dei fiori: 15 – 20 mm.
- Androceo: gli stami sono 5 con filamenti liberi, mentre le antere sono saldate in un manicotto (o tubo) circondante lo stilo.[14] I filamenti delle antere sono provvisti di movimenti sensitivi attivati da uno stimolo tattile qualsiasi (come ad esempio un insetto pronubo) in modo da far liberare dalle antere il polline. Contemporaneamente anche lo stilo si raddrizza per ricevere meglio il polline.[13]
- Gineceo: gli stigmi dello stilo sono due divergenti; l'ovario è infero uniloculare formato da 2 carpelli.[14]
- Fioritura: da giugno a luglio.

### Frutti
I frutti sono degli acheni con pappo. Il colore dell'achenio è scuro come pure il pappo. Lunghezza dell'achenio: 6 mm; lunghezza del pappo: 4 mm.

## Biologia
- Impollinazione: l'impollinazione avviene tramite insetti (impollinazione entomogama).
- Riproduzione: la fecondazione avviene fondamentalmente tramite l'impollinazione dei fiori (vedi sopra).
- Dispersione: i semi cadendo a terra (dopo essere stati trasportati per alcuni metri dal vento per merito del pappo – disseminazione anemocora) sono successivamente dispersi soprattutto da insetti tipo formiche (disseminazione mirmecoria).

## Distribuzione e habitat

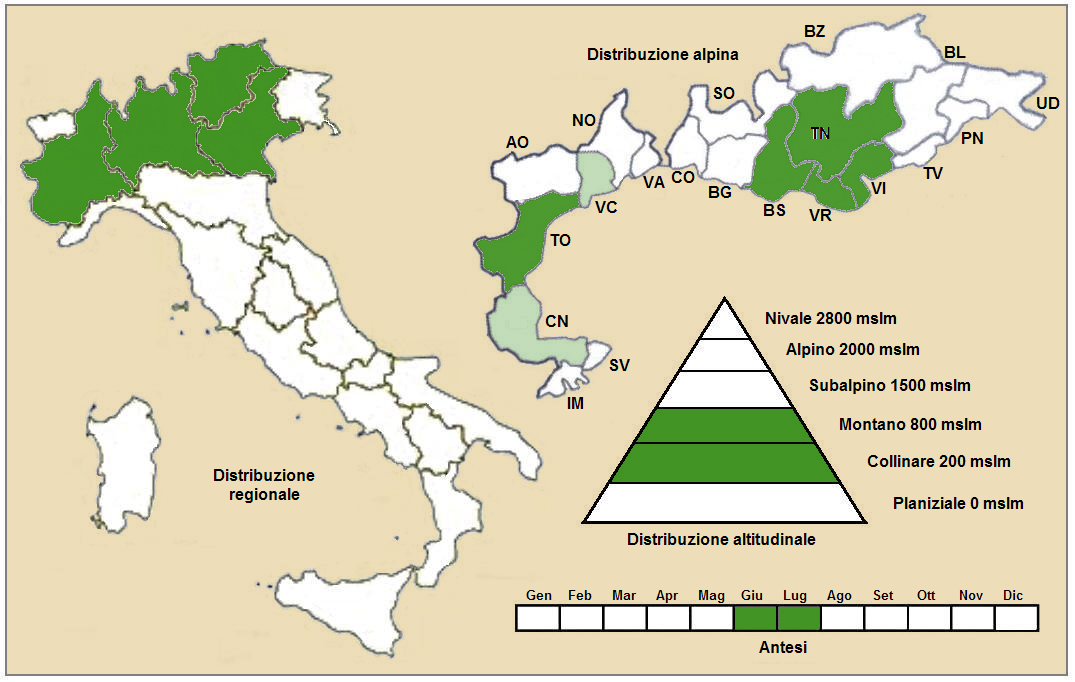
Distribuzione della pianta
(Distribuzione regionale – Distribuzione alpina)

- Geoelemento: il tipo corologico (area di origine) è "(Orofita) Sud Europeo".
- Distribuzione: in Italia questa specie è molto rara e si trova solo nelle Alpi. Fuori dall'Italia (sempre nelle Alpi) si trova in Francia (dipartimento delle Alpes-Maritimes).[16] È presente inoltre nella Penisola Iberica e in quella Balcanica. Si trova anche nell'Africa (Algeria).[17]
- Habitat: l'habitat tipico per queste piante sono i pendii aridi e le boscaglie alpine; ma anche le rupi, i ripari sotto roccia, le praterie e i pascoli aridi compresi i luoghi pietrosi. Il substrato preferito è calcareo con pH basico, bassi valori nutrizionali del terreno che deve essere secco.
- Distribuzione altitudinale: sui rilievi queste piante si possono trovare da 300 fino a 1000 m s.l.m.; frequentano quindi i seguenti piani vegetazionali: collinare e montano.

### Fitosociologia
Dal punto di vista fitosociologico Rhaponticoides alpina appartiene alla seguente comunità vegetale:
Formazione: delle comunità a emicriptofite e camefite delle praterie rase magre secche;
Classe: Festuco-Brometea
Ordine:  Brometalia erecti 
Alleanza: Seslerio-Xerobromion 

## Tassonomia
La famiglia di appartenenza di questa voce (Asteraceae o Compositae, nomen conservandum) probabilmente originaria del Sud America, è la più numerosa del mondo vegetale, comprende oltre 23.000 specie distribuite su 1.535 generi, oppure 22.750 specie e 1.530 generi secondo altre fonti (una delle checklist più aggiornata elenca fino a 1.679 generi). La famiglia attualmente (2021) è divisa in 16 sottofamiglie.
La tribù Cardueae (della sottofamiglia Carduoideae) a sua volta è suddivisa in 12 sottotribù (la sottotribù Centaureinae è una di queste).
Il genere Rhaponticoides è rappresentato da 33 specie, tre delle quali fanno parte della flora spontanea italiana.

### Filogenesi
La  R. alpina  appartiene al gruppo delle centauree dall'involucro con squame appuntite senza appendice (in base alla suddivisione proposta da Pignatti, quando questa specie apparteneva al genere Centaurea). Gli altri gruppi hanno (1) le squame terminati in spine, (2) squame con appendice decorrente, (3) squame con appendice separata da una strozzatura. Questa suddivisione comunque è priva di valore tassonomico ma puramente di comodo dato il grande numero di specie spontanee di Centaurea e altri generi affini come Rhaponticoides presenti sul territorio italiano. In base a recenti ricerche il genere Rhaponticoides è stato inserito nel gruppo tassonomico informale denominato "Plectocephalus Group".

Il numero cromosomico di  R. alpina  è: 2n = 30.

Il basionimo per questa specie è: Centaurea alpina L., 1753.

### Sinonimi
Questa entità ha avuto nel tempo diverse nomenclature. L'elenco seguente indica alcuni tra i sinonimi più frequenti:
- Centaurea alpina L., 1753
- Centaurea baldensis'' Pers.

### Specie simili
Il colore giallo della corolla dei fiori di questa pianta è in comune con specie di altri generi ma della stessa sottotribù (Centaureinae):
- Centaurea collina L. - Fiordaliso dei colli: appartiene al gruppo delle centauree con squame con appendice decorrente ma senza spine.
- Centaurea dichroantha Kerner - Fiordaliso giallo-roseo: appartiene al gruppo delle centauree con squame terminanti con brevi spine.
- Centaurea rupestris L. - Fiordaliso giallo: appartiene al gruppo delle centauree con squame terminanti anche per questa specie con spine (ma brevi).
- Centaurea solstitialis L. - Centaurea del solstizio: si distingue da tutte le altre specie per le lunghe e robuste spine dell'involucro.

## Altre notizie
La  centaurea alpina  in altre lingue viene chiamata nei seguenti modi:
- (DE)  Alpen Flockenblume
- (FR)  Centaurée des Alpes